# Bingo!CMS
bingo!CMS（ビンゴシーエムエス）は、シフトテック株式会社により開発されたコンテンツ管理システム (CMS)である。

## 特徴
- 日本の企業・シフトテック株式会社が開発しており、サポートは日本語で提供されている。
- 基本的な操作はドラッグアンドドロップで行う。[1]
- コーディングが必要ないため、知識がない制作者でもウェブサイトを構築しやすい。
- CSSの知識がある場合、独自に作成したテンプレートを使用できる。
- フォームやブログなど、一般的なウェブサイトで求められる機能は標準で搭載されている。
- 別途プラグインを開発・追加し機能の拡張が可能。
- 主に小・中規模のウェブサイトで利用される（コーポレートサイト・キャンペーンサイト・ランディングページなど）。
- 全国に70社以上の販売パートナーを有する。
- Web制作会社向けのクラウド型CMSサイト作成サービスとして 「bingo!CMSクラウドプラットフォーム」がリリースされた。

## 提供環境
- サーバにインストールするタイプのCMSで、PHPとMySQLで動作。

## 歴史
- 2008年7月16日 - シフトテック株式会社よりバージョン1.0をリリース。
- 2008年10月28日 - バージョン1.1をリリース
- 2009年1月20日 - バージョン1.2をリリース
- 2009年9月15日 - バージョン1.3をリリース
- 2010年10月5日 - バージョン1.4をリリース
- 2010年11月5日 - SaaS版サービス『bingo!Express』をスタート
- 2011年6月23日 - 「システムモジュールECサイトスターターキット」をリリース
- 2013年2月7日 - バージョン1.5と、スマートフォン 対応のバージョン1.5プラスをリリース
- 2014年9月18日 - バージョン1.6をリリース
- 2017年10月11日 - バージョン1.7をリリース
- 2020年10月 - クラウド型CMSサイト作成サービス『bingo!CMSクラウドプラットフォーム』をスタート

## 受賞歴
- 「bingo!CMS Enterprise」（大規模ウェブサイト用）で制作された小田原市のオフィシャルウェブサイトが、「平成26年全国広報コンクールウェブサイト（市部）部門」で入選。